# Список выходов в открытый космос с 51-го по 100-й (1984—1992 годы)
Предыдущие выходы в открытый космос: Список выходов в открытый космос с 1-го по 50-й (1965—1984 годы)
Последующие выходы в открытый космос: Список выходов в открытый космос со 101-го по 150-й (1992—1997 годы)

## Главные события
- впервые в мире в открытый космос вышла женщина-космонавт (Светлана Савицкая) — 25 июля 1984;
- Леонид Кизим и Владимир Соловьёв стали первыми космонавтами, совершившими по восемь выходов в открытый космос за карьеру, — 31 мая 1986;
- произошёл первый выход в открытый космос представителя третьей страны (Франции) — 9 декабря 1988;
- Сергей Крикалёв стал первым космонавтом, выполнившим семь выходов в открытый космос в течение одного полёта, — 21 февраля 1992;
- впервые выполнен выход в открытый космос одновременно трёх человек — 13 мая 1992, также в этом выходе обновлён рекорд длительности выхода в открытый космос (8 ч 29 мин), впервые после выхода на лунную поверхность 12-13 декабря 1972 года длительностью 7 ч 37 мин.

| №    | Полёт                                  | Участники, скафандры                                                 | Начало (UTC)          | Окончание (UTC)       | Длительность, критерий | Комментарий |
| ---- | -------------------------------------- | -------------------------------------------------------------------- | --------------------- | --------------------- | ---------------------- | --- |
| 51.  | STS-41C ВКД-2 (из «Челленджера»)       | Джордж Нельсон EMU № 1043 Джеймс ван Хофтен EMU № 1044               | 11 апреля 1984 08:58  | 11 апреля 1984 15:14  | 6 ч 16 мин             | Замена блоков электроники в системе ориентации и в коронографе-поляриметре спутника SMM, установка экрана на его полихроматоре, испытание установки для автономного перемещения MMU |
| 52.  | Салют-7 ЭО-3 ВКД-1                     | Леонид Кизим Орлан-Д № 45 Владимир Соловьёв Орлан-Д № 47             | 23 апреля 1984 04:31  | 23 апреля 1984 08:46  | 4 ч 15 мин             | Подготовка к ремонту объединённой двигательной установки станции «Салют-7»: установка трапа, закрепление контейнеров с инструментами и материалами, вскрытие ниши с заправочными горловинами |
| 53.  | Салют-7 ЭО-3 ВКД-2                     | Леонид Кизим Орлан-Д № 45 Владимир Соловьёв Орлан-Д № 47             | 26 апреля 1984 02:40  | 26 апреля 1984 07:40  | 5 ч 00 мин             | Ремонт объединённой двигательной установки станции «Салют-7»: монтаж первого и второго клапанов вместо заглушек на заправочных горловинах негерметичной магистрали окислителя |
| 54.  | Салют-7 ЭО-3 ВКД-3                     | Леонид Кизим Орлан-Д № 45 Владимир Соловьёв Орлан-Д № 47             | 29 апреля 1984 01:35  | 29 апреля 1984 04:20  | 2 ч 45 мин             | Ремонт объединённой двигательной установки станции «Салют-7»: монтаж на клапанах негерметичной магистрали окислителя первого обводного трубопровода |
| 55.  | Салют-7 ЭО-3 ВКД-4                     | Леонид Кизим Орлан-Д № 45 Владимир Соловьёв Орлан-Д № 47             | 3 мая 1984 23:15      | 4 мая 1984 02:00      | 2 ч 45 мин             | Ремонт объединённой двигательной установки станции «Салют-7»: монтаж третьего и четвёртого клапанов вместо заглушек на заправочных горловинах негерметичной магистрали окислителя, установка на клапанах второго обводного трубопровода |
| 56.  | Салют-7 ЭО-3 ВКД-5                     | Леонид Кизим Орлан-Д № 45 Владимир Соловьёв Орлан-Д № 47             | 18 мая 1984 17:52     | 18 мая 1984 20:55     | 3 ч 3 мин              | Установка двух дополнительных панелей на вторую из трёх основных панелей солнечных батарей станции «Салют-7» и их раскрытие. Леонид Кизим и Владимир Соловьёв стали первыми космонавтами, совершившими пять выходов в открытый космос в течение одного полёта. |
| 57.  | Салют-7 ЭП-4                           | Владимир Джанибеков Орлан-Д № 47 Светлана Савицкая Орлан-Д № 45      | 25 июля 1984 14:55    | 25 июля 1984 18:29    | 3 ч 34 мин             | Первый выход женщины в открытый космос. Испытания универсального ручного инструмента на станции «Салют-7» в режимах резки, сварки и пайки металлических пластин и напыления покрытия. Снятие панелей с конструкционными материалами и установка набора пробирок с биополимерами «Медуза» |
| 58.  | Салют-7 ЭО-3 ВКД-6                     | Леонид Кизим Орлан-Д № 45 Владимир Соловьёв Орлан-Д № 47             | 8 августа 1984 08:46  | 8 августа 1984 13:46  | 5 ч 00 мин             | Ремонт объединённой двигательной установки станции «Салют-7»: пережатие негерметичной магистрали окислителя, демонтаж трапа. Снятие фрагмента панели с одной из трёх основных солнечных батарей. Леонид Кизим и Владимир Соловьёв стали первыми космонавтами, совершившими шесть выходов в открытый космос в течение одного полёта и по шесть выходов за карьеру. |
| 59.  | STS-41G (из «Челленджера»)             | Дэвид Листма EMU № 1049 Кэтрин Салливан EMU № 1050                   | 11 октября 1984 15:38 | 11 октября 1984 19:05 | 3 ч 27 мин             | Имитация дозаправки гидразином спутника Landsat 4 (прокладка трубопровода). Обеспечение закрытия антенны Ku-диапазона и осмотр антенны радиолокатора SIR-B. Испытание новых ботинок скафандра и укладки с инструментами. Ловля «уплывшей» защитной крышки клапана шлюзовой камеры шаттла. Салливан — первая женщина-астронавт США, совершившая выход в открытый космос. |
| 60.  | STS-51A ВКД-1 (из «Дискавери»)         | Джозеф Аллен EMU № 1051 Дейл Гарднер EMU № 1052                      | 12 ноября 1984 13:25  | 12 ноября 1984 19:25  | 6 ч 02 мин             | Захват спутника связи Palapa B2 Алленом, оснащённым установкой для автономного перемещения MMU, и его установка в грузовой отсек шаттла для возвращения на Землю |
| 61.  | STS-51A ВКД-2 (из «Дискавери»)         | Джозеф Аллен EMU № 1051 Дейл Гарднер EMU № 1052                      | 14 ноября 1984 11:08  | 14 ноября 1984 16:51  | 5 ч 43 мин             | Захват спутника связи Westar 6 Гарднером, оснащённым установкой для автономного перемещения MMU, и его установка в грузовой отсек шаттла «Дискавери» для возвращения на Землю |
|      |                                        |                                                                      |                       |                       |                        | |
| 62.  | STS-51D (из «Дискавери»)               | Джеффри Хоффман EMU № 1059 Дэвид Григгс EMU № 1060                   | 16 апреля 1985        | 16 апреля 1985        | 3 ч 7 мин              | Установка двух устройств («мухобоек») на манипуляторе шаттла для взведения рычага включения программно-временного устройства на спутнике связи Syncom 4 F3 |
| 63.  | Салют-7 ЭО-4                           | Владимир Джанибеков Орлан-ДМ № 10 Виктор Савиных Орлан-ДМ № 8        | 2 августа 1985 07:15  | 2 августа 1985 12:13  | 4 ч 58 мин             | Установка двух дополнительных панелей на третью из трёх основных панелей солнечных батарей станции «Салют-7» и их раскрытие, установка экспериментального образца панели на одну из трёх основных солнечных батарей, замена кассет с образцами биополимеров и конструкционных материалов, монтаж советско-французского коллектора метеороидной пыли «Исток-ЭМ», испытание скафандра «Орлан-ДМ» |
| 64.  | STS-51I ВКД-1 (из «Дискавери»)         | Джеймс ван Хофтен EMU № 1067 Уильям Фишер EMU № 1066                 | 31 августа 1985       | 31 августа 1985       | 7 ч 7 мин              | Начало ремонта спутника связи Syncom 4 F3: установка закороток и предохранителей, нового радиокомандного устройства взамен отказавшего программно-временного устройства, электронного блока для развертывания всенаправленной антенны |
| 65.  | STS-51I ВКД-2 (из «Дискавери»)         | Джеймс ван Хофтен EMU № 1067 Уильям Фишер EMU № 1066                 | 1 сентября 1985       | 1 сентября 1985       | 4 ч 20 мин             | Окончание ремонта спутника связи Syncom 4 F3: замена теплозащитного экрана на сопле твердотопливного двигателя, демонтаж предохранителей, взведение таймеров радиокомандного устройства, раскручивание спутника до 2.7 об/мин |
| 66.  | STS-61B ВКД-1 (из «Атлантиса»)         | Джерри Росс EMU № 1077 Шервуд Спринг EMU № 1070                      | 29 ноября 1985        | 30 ноября 1985        | 5 ч 32 мин             | Сборка и разборка крупногабаритной фермы ACCESS (высота 13.7 м) и тетраэдра EASE из трубчатых элементов. Запуск маленького спутника-мишени для шаттла |
| 67.  | STS-61B ВКД-2 (из «Атлантиса»)         | Джерри Росс EMU № 1077 Шервуд Спринг EMU № 1070                      | 1 декабря 1985        | 2 декабря 1985        | 6 ч 42 мин             | Сборка и разборка из трубчатых элементов крупногабаритной фермы ACCESS высотой 13.7 м (имитация прокладки кабеля вдоль фермы и её ремонта, манипуляции с фермой), тепловой трубы (манипуляции с трубой) и крупногабаритного тетраэдра EASE (манипуляции с тетраэдром) |
|      |                                        |                                                                      |                       |                       |                        | |
| 68.  | Салют-7 ЭО-5 ВКД-1                     | Леонид Кизим Орлан-ДМ № 10 Владимир Соловьёв Орлан-ДМ № 8            | 28 мая 1986 05:43     | 28 мая 1986 09:23     | 3 ч 40 мин             | Раскрытие и свертывание крупногабаритной (15 м) шарнирно-решетчатой фермы на станции «Салют-7», установка на одном из иллюминаторов блока бортовой оптической системы связи для приёма и передачи телеметрической информации, демонтаж образцов кабелей «Спираль», образцов резьбовых соединений «Исток», образцов металлов «Ресурс», набора пробирок с биополимерами «Медуза» и советско-французского коллектора метеороидной пыли «Исток-ЭМ». Леонид Кизим и Владимир Соловьёв стали первыми космонавтами, совершившими по семь выходов в открытый космос за карьеру.                            |
| 69.  | Салют-7 ЭО-5 ВКД-2                     | Леонид Кизим Орлан-ДМ № 10 Владимир Соловьёв Орлан-ДМ № 8            | 31 мая 1986 04:57     | 31 мая 1986 09:58     | 5 ч 1 мин              | Раскрытие крупногабаритной (12 м) шарнирно-решетчатой фермы на станции «Салют-7» с измерителем плотности атмосферы «Фон» и сейсмоприемником на её верхней площадке, эксперимент «Маяк» по изучению колебаний фермы, пайка и сварка элементов фермы универсальным ручным инструментом, отброс фермы. Установка прибора «Микродеформатор» для испытания алюминиево-магниевого сплава. Снятие экспериментального образца панели с одной из трёх основных солнечных батарей. Леонид Кизим и Владимир Соловьёв стали первыми космонавтами, совершившими по восемь выходов в открытый космос за карьеру. |
|      |                                        |                                                                      |                       |                       |                        | |
| 70.  | Мир ЭО-2 ВКД-1 (из ПхО Базового блока) | Юрий Романенко Орлан-ДМ № 7 Александр Лавейкин Орлан-ДМ № 9          | 11 апреля 1987 19:41  | 11 апреля 1987 23:21  | 3 ч 40 мин             | Извлечение мусорного мешка, попавшего в стыковочный узел на агрегатном отсеке Базового блока станции «Мир» и мешавшего полному стягиванию станции с модулем «Квант» |
| 71.  | Мир ЭО-2 ВКД-2 (из ПхО Базового блока) | Юрий Романенко Орлан-ДМ № 7 Александр Лавейкин Орлан-ДМ № 9          | 12 июня 1987 16:55    | 12 июня 1987 18:48    | 1 ч 53 мин             | Установка нижнего яруса панелей дополнительной монтируемой солнечной батареи на Базовом блоке станции «Мир» |
| 72.  | Мир ЭО-2 ВКД-3 (из ПхО Базового блока) | Юрий Романенко Орлан-ДМ № 7 Александр Лавейкин Орлан-ДМ № 9          | 16 июня 1987 15:30    | 16 июня 1987 18:45    | 3 ч 15 мин             | Установка верхнего яруса панелей дополнительной монтируемой солнечной батареи на Базовом блоке станции «Мир» и раскрытие обоих ярусов. Монтаж кассет «Эталон» с образцами покрытий и «Плёнка» с образцами композиционных материалов |
|      |                                        |                                                                      |                       |                       |                        | |
| 73.  | Мир ЭО-3 ВКД-1 (из ПхО Базового блока) | Владимир Титов Орлан-ДМ № 7 Муса Манаров Орлан-ДМ № 9                | 26 февраля 1988 09:30 | 26 февраля 1988 13:55 | 4 ч 25 мин             | Замена панели на нижнем ярусе дополнительной монтируемой солнечной батареи на Базовом блоке станции «Мир» на экспериментальную панель. Осмотр одной из антенн грузового корабля «Прогресс-34». Демонтаж кассет с образцами |
| 74.  | Мир ЭО-3 ВКД-2 (из ПхО Базового блока) | Владимир Титов Орлан-ДМ № 7 Муса Манаров Орлан-ДМ № 9                | 30 июня 1988 05:33    | 30 июня 1988 10:43    | 5 ч 10 мин             | Замена блока-детектора на рентгеновском телескопе TTM на модуле «Квант» станции «Мир» не удалась из-за поломки ключа |
| 75.  | Мир ЭО-3 ВКД-3 (из ПхО Базового блока) | Владимир Титов Орлан-ДМА № 6 Муса Манаров Орлан-ДМА № 10             | 20 октября 1988 05:59 | 20 октября 1988 10:11 | 4 ч 12 мин             | Замена блока-детектора на рентгеновском телескопе TTM на модуле «Квант» станции «Мир», очистка двух иллюминаторов «Кванта» от налёта. Установка якоря и антенны радиолюбительской связи на Базовом блоке. Испытание скафандра «Орлан-ДМА» с электрофалом |
| 76.  | Мир ЭО-4 (из ПхО Базового блока)       | Александр Волков Орлан-ДМА № 6 Жан-Лу Кретьен Орлан-ДМА № 10         | 9 декабря 1988 09:57  | 9 декабря 1988 15:57  | 6 ч 00 мин             | Первый выход представителя третьей страны (Франция) в открытый космос. Установка и раскрытие ферменной конструкции — шестигранной призмы ERA на переходном отсеке Базового блока станции «Мир» и её отбрасывание. Монтаж панели Enchantillons с образцами конструкционных материалов и покрытий и датчиками для регистрации микрометеоритов |
|      |                                        |                                                                      |                       |                       |                        | |
| 77.  | Мир ЭО-5 ВКД-1 (из ПхО Базового блока) | Александр Викторенко Орлан-ДМА № 6 Александр Серебров Орлан-ДМА № 10 | 8 января 1990 20:23   | 8 января 1990 23:19   | 2 ч 56 мин             | Установка двух звёздных датчиков на модуле «Квант» станции «Мир», демонтаж набора пробирок с биополимерами «Медуза» и панели микрометеоритного контроля ММК-2 на Базовом блоке |
| 78.  | Мир ЭО-5 ВКД-2 (из ПхО Базового блока) | Александр Викторенко Орлан-ДМА № 6 Александр Серебров Орлан-ДМА № 10 | 11 января 1990 18:01  | 11 января 1990 20:55  | 2 ч 54 мин             | Установка инжектора электронов «Арфа-Э» на модуле «Квант» станции «Мир», демонтаж панели Enchantillons с образцами конструкционных материалов и покрытий и датчиками для регистрации микрометеоритов. Снятие и выбрасывание крепежной платформы эксперимента ERA. Установка съёмных кассет-контейнеров СКК-1 и СКК-3. Установка конусной крышки на переходном отсеке Базового блока на узле по оси -Y для обеспечения перестыковки модуля «Кристалл» с узла по оси -X на узел по оси -Y |
| 79.  | Мир ЭО-5 ВКД-3 (из модуля «Квант-2»)   | Александр Викторенко Орлан-ДМА № 12 Александр Серебров Орлан-ДМА № 8 | 26 января 1990 12:09  | 26 января 1990 15:11  | 3 ч 2 мин              | Первый выход из шлюзового специального отсека модуля «Квант-2» станции «Мир», монтаж на нём выходного устройства, герметичного бокса «Гемма-2» с японской телекамерой Atlas, кассет «Эталон-Д» с образцами покрытий и «Плёнка-3» с образцами сверхпроводящих материалов и аппаратуры «Феррит» с образцами ферромагнитных материалов и «Данко» с образцами полимерных и композиционных материалов. Демонтаж антенны радиотехнической системы «Курс». Испытание полностью автономного скафандра «Орлан-ДМА»                                                                                          |
| 80.  | Мир ЭО-5 ВКД-4 (из модуля «Квант-2»)   | Александр Викторенко Орлан-ДМА № 12 Александр Серебров Орлан-ДМА № 8 | 1 февраля 1990 08:15  | 1 февраля 1990 13:14  | 4 ч 59 мин             | Испытания автономного средства перемещения космонавта СПК в открытом космосе (Серебров удалился от станции «Мир» на 33 м) |
| 81.  | Мир ЭО-5 ВКД-5 (из модуля «Квант-2»)   | Александр Викторенко Орлан-ДМА № 12 Александр Серебров Орлан-ДМА № 8 | 5 февраля 1990 06:08  | 5 февраля] 1990 09:53 | 3 ч 45 мин             | Испытания автономного средства перемещения космонавта СПК в открытом космосе (Викторенко удалился от станции «Мир» на 45 м) с портативным автоматизированным спектрометром рентгеновского и гамма-излучений СПИН-6000 |
| 82.  | Мир ЭО-6 ВКД-1 (из модуля «Квант-2»)   | Анатолий Соловьёв Орлан-ДМА № 12 Александр Баландин Орлан-ДМА № 8    | 17 июля 1990 13:06    | 17 июля 1990 20:20    | 7 ч 14 мин             | Складывание двух из трёх матов экранно-вакуумной теплоизоляции спускаемого аппарата пилотируемого корабля «Союз ТМ-9», повреждённых при выведении на орбиту. В конце выхода не удалось герметично закрыть выходной люк (осталась щель 1.5 мм) шлюзового специального отсека модуля «Квант-2» станции «Мир» из-за погнувшегося верхнего кронштейна-петли вследствие преждевременного открытия космонавтами люка при не сброшенном до конца давлении (33 мм рт. ст.) в отсеке. Из-за негерметичности ШСО обратное шлюзование осуществлялось в приборно-научном отсеке модуля «Квант-2»               |
| 83.  | Мир ЭО-6 ВКД-2 (из модуля «Квант-2»)   | Анатолий Соловьёв Орлан-ДМА № 12 Александр Баландин Орлан-ДМА № 8    | 26 июля 1990 11:15    | 26 июля 1990 14:46    | 3 ч 31 мин             | Переустановка трапов на модуле «Кристалл» станции «Мир», использовавшихся при складывании матов экранно-вакуумной теплоизоляции спускаемого аппарата пилотируемого корабля «Союз ТМ-9». Осмотр выходного люка шлюзового специального отсека модуля «Квант-2», выравнивание ручкой молотка погнувшегося верхнего кронштейна-петли, люк удалось герметично закрыть. Из-за негерметичности ШСО шлюзование осуществлялось в приборно-научном отсеке модуля «Квант-2» |
| 84.  | Мир ЭО-7 (из модуля «Квант-2»)         | Геннадий Манаков Орлан-ДМА № 12 Геннадий Стрекалов Орлан-ДМА № 10    | 29 октября 1990 21:45 | 30 октября 1990 00:30 | 2 ч 45 мин             | Ремонт выходного люка шлюзового специального отсека модуля «Квант-2» станции «Мир» путём установки струбцин на его кронштейны-петли не удался из-за увеличения их несоосности |
|      |                                        |                                                                      |                       |                       |                        | |
| 85.  | Мир ЭО-8 ВКД-1 (из модуля «Квант-2»)   | Виктор Афанасьев Орлан-ДМА № 6 Муса Манаров Орлан-ДМА № 10           | 7 января 1991 17:03   | 7 января 1991 22:21   | 5 ч 18 мин             | Замена погнувшегося верхнего кронштейна-петли и подшипника выходного люка шлюзового специального отсека модуля «Квант-2» станции «Мир», демонтаж герметичного бокса «Гемма-2» с отказавшей японской телекамерой Atlas и кассеты «Плёнка-3» с образцами сверхпроводящих материалов |
| 86.  | Мир ЭО-8 ВКД-2 (из модуля «Квант-2»)   | Виктор Афанасьев Орлан-ДМА № 6 Муса Манаров Орлан-ДМА № 10           | 23 января 1991 10:59  | 23 января 1991 16:32  | 5 ч 33 мин             | Установка на Базовом блоке станции «Мир» и испытание 14-метровой телескопической грузовой стрелы ГСт-2, замена аппаратуры «Феррит» (случайно уплыла от Манарова) с образцами ферромагнитных материалов на прибор «Спрут-5» для измерения потоков элементарных заряженных частиц на модуле «Квант-2» |
| 87.  | Мир ЭО-8 ВКД-3 (из модуля «Квант-2»)   | Виктор Афанасьев Орлан-ДМА № 6 Муса Манаров Орлан-ДМА № 10           | 26 января 1991 09:00  | 26 января 1991 15:20  | 6 ч 20 мин             | Монтаж на модуле «Квант» станции «Мир» двух ферменных опор под электроприводы для многоразовых солнечных батарей и лазерных уголковых отражателей для отработки оптической системы сближения космических аппаратов 17Р616Э. Манаров случайно снес 23-сантиметровый параболический отражатель антенны 3АО радиотехнической системы «Курс» на модуле «Квант» |
| 88.  | STS-37 ВКД-1 (из «Атлантиса»)          | Джерри Росс EMU № 2009 Джером Эпт EMU № 2011                         | 7 апреля 1991         | 7 апреля 1991         | 3 ч 40 мин             | Ручное раскрытие штанги с остронаправленной антенной HGA на Гамма-обсерватории имени Комптона CGRO, проведение эксперимента EDFE для станции «Фридом» (испытание поручней, работа с платой, замеряющей усилия астронавтов, передвижение по тросу) |
| 89.  | STS-37 ВКД-2 (из «Атлантиса»)          | Джерри Росс EMU № 2009 Джером Эпт EMU № 2011                         | 8 апреля 1991         | 8 апреля 1991         | 5 ч 47 мин             | Проведение эксперимента EDFE для станции «Фридом» (испытание трёх вариантов тележек CETA для перемещения по ферме, тестирование манипулятора RMS с астронавтом на якоре) |
| 90.  | Мир ЭО-8 ВКД-4 (из модуля «Квант-2»)   | Виктор Афанасьев Орлан-ДМА № 6 Муса Манаров Орлан-ДМА № 10           | 25 апреля 1991 20:29  | 26 апреля 1991 00:03  | 3 ч 34 мин             | Осмотр повреждённой антенны 3АО радиотехнической системы «Курс» на модуле «Квант» станции «Мир», монтаж герметичного бокса «Гемма-2» с отремонтированной японской телекамерой Atlas на модуле «Квант-2» |
| 91.  | Мир ЭО-9 ВКД-1 (из модуля «Квант-2»)   | Анатолий Арцебарский Орлан-ДМА № 6 Сергей Крикалёв Орлан-ДМА № 14    | 24 июня 1991 21:11    | 25 июня 1991 02:09    | 4 ч 58 мин             | Замена повреждённой антенны 3АО радиотехнической системы «Курс» на модуле «Квант» станции «Мир», установка образца термомеханического соединения для эксперимента «Софора» и подключение японской телекамеры Atlas на модуле «Квант-2» |
| 92.  | Мир ЭО-9 ВКД-2 (из модуля «Квант-2»)   | Анатолий Арцебарский Орлан-ДМА № 6 Сергей Крикалёв Орлан-ДМА № 14    | 28 июня 1991 19:02    | 28 июня 1991 22:26    | 3 ч 24 мин             | Установка американской аппаратуры TREK для регистрации сверхтяжелых ядер космического излучения на модуле «Квант-2» станции «Мир», монтаж телекамеры на дополнительной монтируемой солнечной батарее на Базовом блоке, снятие образца термомеханического соединения для эксперимента «Софора» на модуле «Квант-2», установка советско-чехословацких детекторов для измерения потоков заряженных частиц на модуле «Квант» |
| 93.  | Мир ЭО-9 ВКД-3 (из модуля «Квант-2»)   | Анатолий Арцебарский Орлан-ДМА № 6 Сергей Крикалёв Орлан-ДМА № 8     | 15 июля 1991 11:45    | 15 июля 1991 17:41    | 5 ч 56 мин             | Подготовка к сборке 14.5-метровой фермы «Софора» на станции «Мир»: на модуле «Квант» установлена монтажная платформа и подключён к системе электропитания пульт управления с четырьмя монтажно-нагревательными устройствами |
| 94.  | Мир ЭО-9 ВКД-4 (из модуля «Квант-2»)   | Анатолий Арцебарский Орлан-ДМА № 6 Сергей Крикалёв Орлан-ДМА № 8     | 19 июля 1991 11:10    | 19 июля 1991 16:38    | 5 ч 28 мин             | Начало сборки 14.5-метровой фермы «Софора» на модуле «Квант» станции «Мир»: на монтажной платформе установлены рабочая площадка с якорями и стапельное устройство, собраны три секции фермы |
| 95.  | Мир ЭО-9 ВКД-5 (из модуля «Квант-2»)   | Анатолий Арцебарский Орлан-ДМА № 6 Сергей Крикалёв Орлан-ДМА № 8     | 23 июля 1991 09:15    | 23 июля 1991 14:57    | 5 ч 42 мин             | Продолжение сборки 14.5-метровой фермы «Софора» на модуле «Квант» станции «Мир»: собраны 11 секций, в том числе шарнирное звено |
| 96.  | Мир ЭО-9 ВКД-6 (из модуля «Квант-2»)   | Анатолий Арцебарский Орлан-ДМА № 6 Сергей Крикалёв Орлан-ДМА № 8     | 27 июля 1991 08:44    | 27 июля 1991 15:33    | 6 ч 49 мин             | Окончание сборки 14.5-метровой фермы «Софора» на модуле «Квант» станции «Мир»: собраны шесть секций, ферма повернута и закреплена под углом 11° к оси станции, на вершине «Софоры» установлен флаг СССР. Выбрасывание скафандра «Орлан-ДМА» № 10 |
|      |                                        |                                                                      |                       |                       |                        | |
| 97.  | Мир ЭО-10 (из модуля «Квант-2»)        | Александр Волков Орлан-ДМА № 12 Сергей Крикалёв Орлан-ДМА № 8        | 20 февраля 1992 20:09 | 21 февраля 1992 00:21 | 4 ч 12 мин             | Замена прибора «Спрут-5» на аппаратуру «Данко-М» на модуле «Квант-2» станции «Мир», установка кассет «Плёнка-4» и СКК-5. Демонтаж оборудования на модуле «Квант», использовавшегося при сборке фермы «Софора». Снятие фрагментов фотоэлектрических преобразователей с экспериментальной панели дополнительной монтируемой солнечной батареи на Базовом блоке. Отказ сублиматора в системе терморегулирования скафандра Волкова. Сергей Крикалев стал первым космонавтом, выполнившим семь выходов в открытый космос в течение одного полёта.                                                       |
| 98.  | STS-49 ВКД-1 (из «Индевора»)           | Пьерр Туот EMU № 2020 Ричард Хиб EMU № 2015                          | 10 мая 1992 20:32     | 11 мая 1992 00:15     | 3 ч 43 мин             | Неудачные попытки захвата спутника Intelsat 6 F3 |
| 99.  | STS-49 ВКД-2 (из «Индевора»)           | Пьерр Туот EMU № 2020 Ричард Хиб EMU № 2015                          | 11 мая 1992 21:01     | 12 мая 1992 02:31     | 5 ч 30 мин             | Неудачные попытки захвата спутника Intelsat 6 F3 |
| 100. | STS-49 ВКД-3 (из «Индевора»)           | Пьерр Туот EMU № 2020 Ричард Хиб EMU № 2015 Томас Эйкерс EMU № 2014  | 13 мая 1992 21:13     | 14 мая 1992 05:42     | 8 ч 29 мин             | Захват и ремонт спутника Intelsat 6 F3. Впервые выход в открытый космос одновременно трёх человек. Обновлен рекорд длительности выхода в открытый космос |